# Antonio Morlans
Antonio Morlans Lasobras (Ejea de los Caballeros, octubre de 1928-2008) fue un luchador de lucha libre aragonés, que fue campeón del mundo del peso medio en 1963 tras derrotar en combate al campeón René Ben Chemoul en Bruselas. También fue un actor que hizo de tipo duro en muchas películas entre las que destacan 55 días en Pekín y Oro maldito.
También fue un destacado defensor de los derechos laborales de los luchadores profesionales en España. Fue miembro fundador en 1969 y primer presidente de la Asociación Sindical de Luchadores Españoles.